# Alexandre Barrière (homme d'affaires)
Pour les articles homonymes, voir Alexandre Barrière et Barrière.
 (décembre 2023).
La mise en forme du texte ne suit pas les recommandations de Wikipédia : il faut le « wikifier ».
Les points d'amélioration suivants sont les cas les plus fréquents. Le détail des points à revoir est peut-être précisé sur la page de discussion.
- Les titres sont pré-formatés par le logiciel. Ils ne sont ni en capitales, ni en gras.
- Le texte ne doit pas être écrit en capitales (les noms de famille non plus), ni en gras, ni en italique, ni en « petit »…
- Le gras n'est utilisé que pour surligner le titre de l'article dans l'introduction, une seule fois.
- L'italique est rarement utilisé : mots en langue étrangère, titres d'œuvres, noms de bateaux, etc.
- Les citations ne sont pas en italique mais en corps de texte normal. Elles sont entourées par des guillemets français : « et ».
- Les listes à puces sont à éviter, des paragraphes rédigés étant largement préférés. Les tableaux sont à réserver à la présentation de données structurées (résultats, etc.).
- Les appels de note de bas de page (petits chiffres en exposant, introduits par l'outil «  Source ») sont à placer entre la fin de phrase et le point final[comme ça].
- Les liens internes (vers d'autres articles de Wikipédia) sont à choisir avec parcimonie. Créez des liens vers des articles approfondissant le sujet. Les termes génériques sans rapport avec le sujet sont à éviter, ainsi que les répétitions de liens vers un même terme.
- Les liens externes sont à placer uniquement dans une section « Liens externes », à la fin de l'article. Ces liens sont à choisir avec parcimonie suivant les règles définies. Si un lien sert de source à l'article, son insertion dans le texte est à faire par les notes de bas de page.
- La présentation des références doit suivre les conventions bibliographiques. Il est recommandé d'utiliser les modèles {{Ouvrage}}, {{Chapitre}}, {{Article}}, {{Lien web}} et/ou {{Bibliographie}}. Le mode d'édition visuel peut mettre en forme automatiquement les références.
- Insérer une infobox (cadre d'informations à droite) n'est pas obligatoire pour parachever la mise en page.

Pour une aide détaillée, merci de consulter Aide:Wikification.
Si vous pensez que ces points ont été résolus, vous pouvez retirer ce bandeau et améliorer la mise en forme d'un autre article.
Alexandre Barrière, né le 25 février 1987 à Paris dans le 16e arrondissement, est un homme d'affaires français. Il est le coprésident du groupe Barrière, l'entreprise familiale de casinos, hôtels et restaurants, aux côtés de sa sœur Joy Desseigne-Barrière.

## Biographie

### Enfance, famille et études
Alexandre Barrière naît à Paris le 25 février 1987. Il est le fils de Diane Barrière-Desseigne, femme d’affaires, héritière et dirigeante du groupe Barrière. Victime d’un accident d’avion en 1995 dont elle est la seule survivante, Diane Barrière-Desseigne continue à présider le groupe malgré ses blessures et une tétraplégie. Elle meurt prématurément à l’âge de 44 ans. Son époux, Dominique Desseigne, notaire à Paris, dirige ensuite le groupe après le décès de celle-ci le 18 mai 2001 (jusqu’en 2023). Sa sœur cadette Joy Desseigne-Barrière, née en 1990 et diplômée de l'université Paris-Dauphine, est actuellement coprésidente du groupe Barrière.
Alexandre Barrière effectue ses études en France et aux États-Unis. Après avoir fréquenté l'American University of Washington, il est diplômé de l’American University of Paris ainsi que de l'ESSEC en gestion hôtelière, où il obtient un MBA en 2012.

### Carrière professionnelle
Il entre dans le groupe Barrière en 2014, au sein du département développement puis devient directeur de la transformation et membre du comité exécutif en 2018 puis directeur général hôtellerie et restauration en 2019, et enfin directeur général stratégie et développement en 2021.
En août 2023, à la suite de plusieurs mois de conflit avec son père Dominique Desseigne, alors à la tête du groupe familial, Alexandre Barrière et sa sœur Joy Desseigne-Barrière sont nommés coprésidents du groupe Barrière ; ils incarnent ainsi la quatrième génération à diriger l'entreprise,.

### Vie privée
Alexandre Barrière prend la tête du groupe familial en 2023 à l'issue d'une période de conflit avec Dominique Desseigne, alors qu'ils vivaient sous le même toit, dans la maison familiale de la villa Montmorency, une résidence privée du 16e arrondissement de Paris.
En 2023, la fortune de la famille Barrière est estimée à 850 millions d’euros par le magazine Challenges.

### Proximité avec David Layani
Il est proche de David Layani, homme d'affaires fondateur de la société Onepoint , Layani considérant Alexandre Barrière comme son « petit frère ».
Dans une enquête publiée en août 2023 dans le journal Le Monde, leur proximité est racontée : « Alexandre dispose d’un autre allié. En 2019, il a fait entrer au conseil d’administration David Layani, entrepreneur à succès et fondateur de la société Onepoint. Ce spécialiste en conseil dans le domaine du numérique [...] l’a pris sous son aile et a placé ses pions. Il a commencé par proposer de faire appel à la société de traiteur haut de gamme tenue par sa mère et ses sœurs [...] puis il a facturé à tour de bras ses rapports d’expertise numérique : "Il y avait du Onepoint partout", se souvient un cadre de Barrière. Layani a également conseillé Alexandre sur ses recrutements, si bien que, sans même qu’il s’en aperçoive, de nombreux postes importants ont progressivement échappé à l’influence de Dominique Desseigne ».